# Луїс Малагон
Луїс Малагон (ісп. Luis Malagón, нар. 2 березня 1997, Самора-де-Ідальго) — мексиканський футболіст, воротар клубу «Америка» та національної збірної Мексики. Виступав також за клуби «Монаркас» та «Некакса». У складі національної збірної — володар Золотого кубка КОНКАКАФ. У складі олімпійської збірної — бронзовий призер літніх Олімпійських ігор 2020 року.

## Клубна кар'єра
Луїс Малагон народився 1997 року в місті Самора-де-Ідальго, та є вихованцем юнацької команди футбольного клубу «Монаркас». У дорослому футболі дебютував 2016 року виступами за команду «Монаркас», в якій грав до 2020 року, взявши участь у 10 матчах чемпіонату.
У 2020 році Малагон став гравцем клубу «Некакса», та грав за команду з Агуаскальєнтеса до 2023 року, ставши голкіпером команди.
З 2023 року Луїс Малагон захищає ворота клубу «Америка». Станом на кінець травня 2024 року відіграв за команду з Мехіко 52 матчі в національному чемпіонаті.

## Виступи за збірні
Протягом 2018—2019 років Луїс Малагон залучався до складу молодіжної збірної Мексики. На молодіжному рівні зіграв у 3 офіційних матчах, пропустив 2 голи. У складі молодіжної збірної футболіст став бронзовим призером Панамериканських ігор 2019 року.
У 2020 році Малагон у складі олімпійської збірної став бронзовим призером літніх Олімпійських ігор 2020 року.
У 2023 році Луїс Малагон дебютував у складі національної збірної Мексики. У складі збірної був учасником розіграшу Золотого кубка КОНКАКАФ 2023 року у США і Канаді, здобувши того року титул континентального чемпіона. Станом на травень 2024 року зіграв у складі національної збірної 4 матчі

## Титули і досягнення
- Бронзовий призер Олімпійських ігор: 2020
- Володар Золотого кубка КОНКАКАФ (2): 2023, 2025